# Конвой Палау — Рабаул (09.04.43 — 16.04.43)
Конвой Палау — Рабаул (09.04.43 — 16.04.43) — японський конвой часів Другої світової війни, проведення якого відбувалось у квітні 1943 року.
Конвой сформували у важливому транспортному хабі японців Палау (на заході Каролінських островів), а місцем його призначення був Рабаул — головна передова база в архіпелазі Бісмарка, з якої провадились операції на Соломонових островах та сході Нової Гвінеї.
До складу конвою увійшли транспорти «Мадрас-Мару», «Тайрін-Мару» і «Ямафуку-Мару», а ескорт забезпечував мисливець за підводними човнами CH-24.
9 квітня 1943 року судна вийшли з Палау та попрямували на південний схід. 14 квітня за 450 км на північний захід від острова Новий Ганновер конвой атакував підводний човен Pike, який поцілив «Мадрас-Мару». Пошкоджене судно змогло зберегти здатність пересуватись та вранці 16 квітня прибуло разом з конвоєм до Рабаула (надалі «Мадрас-Мару» перебувало тут аж до кінця червня, коли змогло вийти в рейс та повернутись на Палау).